# پیز اورلاون
پیز اورلاون (به لاتین: Piz Urlaun) یک کوه در سوئیس است که در کانتون گراوبوندن واقع شده‌است. پیز اورلاون ۳٬۳۵۸ متر بالاتر از سطح دریا واقع شده‌است.